# Polymixis carducha
Polymixis carducha är en fjärilsart som beskrevs av Edward P. Wiltshire 1957. Polymixis carducha ingår i släktet Polymixis och familjen nattflyn. Inga underarter finns listade i Catalogue of Life.